# Rabka-Zdrój
Rabka-Zdrój est une ville de Pologne, située dans le sud du pays, dans la voïvodie de Petite-Pologne. Elle est le chef-lieu de la gmina de Rabka-Zdrój, dans le powiat de Nowy Targ.

## Personnalités liées
- Konrad Gruszkowski, footballeur né en 2001.